# Albert Pelletier
Pour les articles homonymes, voir Pelletier.
Albert Pelletier (1896 - 4 septembre 1971) est un écrivain, critique littéraire, avocat et éditeur canadien.
Né à Saint-Pascal-de-Kamouraska, il fit ses études au collège Sainte-Anne-de-la-Pocatière et reçut son baccalauréat-es-art de l'université Laval en 1916 avant de pratiquer le droit à Saint-Jovite. Venu à Montréal pour travailler dans la fonction publique, il publie ses premiers essais la Revue Moderne.
En 1933, il acquiert sa notoriété en publiant Les Demi-civilisés de Jean-Charles Harvey. Les critiques suscités par cette publication l'obligent toutefois à créer une nouvelle entreprise d'édition. Collaborateur pour Les Idées, il est aussi l'auteur de Carquois (1931) et Égrappages (1933).
Parfois, il écrivait sous le nom de Paul Bard. Après 1939, il cessa définitivement de publier ses articles, mais demeura néanmoins un conseiller littéraire. Il est décédé en 1971. Il était le père des comédiens Denise Pelletier et Gilles Pelletier.

## Honneurs
- 1933 - Prix David